# Parn Thanaporn
Pour les articles homonymes, voir Parn.
Parn Thanaporn (ปาน ธนพร en thaï), de son vrai nom Thanaporn Wagprayoon (ธนพร แวกประยูร) est une diva, chanteuse pop thaïlandaise, née le 14 juin 1976  (2519 dans le calendrier thaï).

## Discographie
- 2000 : ปาน ธนพร (Parn Thanaporn)
- 2000 : ปาน ธนพร ปกใหม่
- 2001 : หวานผ่าซาก ((K)warn pa sark)
- 2002 : True Story ความรัก/ผู้ชาย/ปลาย่าง
- 2004 : Lover นรกในใจ (Narok nai jai) (traduction possible : enfer dans le cœur)
- 2005 : chanson หนุ่มบาว - สาวปาน (Noom Bao - Sao Parn) (Duo musical composé de : Parn Thanaporn et Aed Carabao).
- 2007 (27 mars) : สัณชาตญาณหญิง (Sun-Chard-Tayan Ying)
- 2007 : สาวปาน
- 2008 : ผู้หญิงยิ่งกว่าละคร
- 2009 : พรหมลิขิต
- 2009 : Single
- 2011 : @Prime Time
- 2012 : The One And Only
- 2020 : ไม่เคยมีตัวตน